# Аїша
Аїша́, А́їша (араб. عائشة بنت أَبي بكر, трансліт. ʿĀʾiša bint Abī Bakr, ісп. Aisha bint Abu Bakr) (613–678) — одна із дружин пророка Мухаммеда, дочка Абу Бекра. До шлюбу взята малолітньою.
Після смерті Мухаммеда Аїша, яку поважно називали «матір'ю віруючих», зайняла чільне місце в мусульманській громаді. Вона брала активну участь у політичній боротьбі претендентів на пост халіфа, прийнявши сторону Тальхи й аз-Зубайра, сподвижників пророка, що ворогували з її старим недругом Алі ібн Абі Талібом.
Аїша особисто взяла участь у 656 році у «верблюжій битві», після поразки в якій відійшла від політичної боротьби.
Багато хадисів, що пов'язані з нею, не визнаються шиїтами.